# アヴデエフ石
アヴデエフ石（アブディーバイト、英語: avdeevite）とは、ミャンマーで発見され、2018年に承認された、緑柱石族に属する鉱物。
名前はロシアの化学者で鉱山技師のイワン・ワシレーヴィチ・アヴデエフ（Иван Васильевич Авдеев）に因む。緑柱石族で最初のナトリウム主成分のメンバーである。